# Lista de municípios de Nayarit
O estado de Nayarit, no México conta com divisão política de 20 municípios.
| Municipios de Nayarit |                   |        |                      |  |  |
|                       |                   |        |                      |  |  |
| Código                | Município         | Código | Município            |  |  |
| 001                   | Acaponeta         | 011    | Ruíz                 |  |  |
| 002                   | Ahuacatlán        | 012    | San Blas             |  |  |
| 003                   | Amatlán de Cañas  | 013    | San Pedro Lagunillas |  |  |
| 004                   | Compostela        | 014    | Santa María del Oro  |  |  |
| 005                   | Huajicori         | 015    | Santiago Ixcuintla   |  |  |
| 006                   | Ixtlán del Río    | 016    | Tecuala              |  |  |
| 007                   | Jala              | 017    | Tepic                |  |  |
| 008                   | Xalisco           | 018    | Tuxpan               |  |  |
| 009                   | El Nayar          | 019    | La Yesca             |  |  |
| 010                   | Rosamorada        |        |                      |  |  |
| 020                   | Bahía de Banderas |        |                      |  |  |

### Fonte
- Municípios de Nayarit no INEGI